# Flughafen Hakkari-Yüksekova Selahaddin Eyyubi

i7
i11
i13
Der Flughafen Hakkari-Yüksekova Selahaddin Eyyubi (türkisch Hakkari Yüksekova Selahaddin Eyyubi Havalimanı, IATA-Code: YKO, ICAO-Code: LTCW) ist ein türkischer Flughafen bei Yüksekova in der Provinz Hakkari, benannt nach Sultan Saladin (türkisch Selahaddin). Er wird durch die staatliche DHMI betrieben. Der Flughafen ist mit Taxi, Privatwagen oder Flughafenbus zu erreichen.

## Geschichte
Unter dem Motto „Alle 100 Kilometer ein Flughafen“ baut oder lässt die türkische Regierung schon seit einigen Jahren Flughäfen in der Türkei bauen. Der Bau des Flughafens hat am 18. Juli 2010 begonnen. Der Flughafen war eines der Infrastrukturprojekte für den wirtschaftlich schwachen Südosten der Türkei. Die Nähe zum Nachbarstaat Iran soll zudem bewirken, dass auch Iraner den Flughafen benutzen. Der Bau kostete 120 Millionen türkische Lira.
Der Flughafen wurde lange vor Baubeginn bereits zum Sabotageziel der verbotenen Arbeiterpartei (PKK). Mit der Behauptung, der Flughafen werde für militärische Zwecke genutzt, griff die PKK drei Container auf der Baustelle mit Schusswaffen an und warf zwei Wochen vor dem Spatenstich eine handgemachte Bombe aus einem vorbeifahrenden Auto. Elf Lastwagen, eine Planierraupe und 17 Telefonapparate wurden in Brand gesteckt. 25 Arbeiter wurden als Geiseln genommen. Personen, die Material zur Baustelle brachten, wurden entführt. Insgesamt verursachten die Angriffe eine Verzögerung von 250 Tagen.
Am 26. Mai 2015 wurde der Flughafen durch den damaligen Ministerpräsidenten Ahmet Davutoğlu eröffnet.

## Flughafengelände
Der Flughafen verfügt über ein Terminal mit einer Kapazität von 1.000.000 Passagieren im Jahr auf einer Fläche von 6600 m2, einen Kontrollturm und eine aktive befestigte Start- und Landebahn, die mit einem Instrumentenfluglandesystem (ILS) ausgestattet ist. Das Vorfeld hat eine Größe von 265 m × 24 Meter. Vor dem Terminal gibt es einen Parkplatz.
Der Flughafen ist im Moment mit dem Auto, dem Taxi oder mit den Bussen erreichbar.

## Fluggesellschaften und Ziele
Im Jahr 2019 wurden nur Flüge nach Ankara und Istanbul durchgeführt.